# Аші Таші Дорджі
Таші Ходзом Дорджі (нар. 29 серпня 1923 р., Калімпонґ) — улюблена фігура в Бутані. Вона зіграла значну роль у новітній історії, міжнародних відносинах і культурному житті Бутану.

## Біографія
Аші Таші Дорджі, народилася в Бутанському домі в Калімпонґ 29 серпня 1923 року. Аші є дочкою Гонгзіма Сонама Тобгай Дорджі і Сіккімська принцеса Рані Чоїнг Вангмо Дорджі, бабуся теперішнього короля. У 1952 році третій король, його величність Джігме Дорджі Вангчук, відправив її до східного Бутану, щоб допомогти людям, які жорстоко оподатковувалися місцевими правителями, надаючи їй можливість віддати землю у володіння Зайпсам та Тайпсам (безземельні класи). Цю подію назвали Аші Таші Трам, адже завдяки їй Бутанці не стали масово виїжджати зі сходу до Індії. Під час свого перебування в Трашигані вона познайомилася з багатьма страждаючими проказою і провела більшість своїх вечорів подаючи їм пеніцилін. В листі до короля, Аші Дорджі говорила що в Трашигані потрібно зорганізувати лікарню для прокажених. У 1954 році вона вербувала солдатів для короля і допомогла створити армійський тренувальний табір.
У 1962 році Таші представляла свого брата, Джігме Дорджі, прем'єр-міністра Бутану, на 14-му засіданні Консультативного Комітету плану Коломбо, який відбувся в Мельбурні, Австралія. Бутан не був членом даного комітету, але австралійський прем'єр-міністр сер Роберт Мензіс запросив Джігме Дорджі взяти участь в ролі спостерігача. Під час приготувань офіційної делегації до поїздки, вибухнула китайсько-індійська війна.
На той час прем'єр-міністр Бутану не міг залишити країну, тому він назначив попросив свою сестру, Аші Таші Дорджі, щоб вона очолила делегацію, яка включала його дружину Тесслу Дорджі та його секретаря пані Беніту Данн. Таші Дорджі взяла участь у всіх заходах і просила Бутан приєднатися. Згідно з протоколом плану Коломбо, Бутан повинен був чекати два роки, але Таші Дорджі так вразила лідерів своєю промовою що Бутану було запропоновано стати його членом відразу. Це була перша міжнародна організація, до якої приєднався Бутан.

## Нагороди
- У 1985 році, четвертий король Бутану вручив Аші Таші Дорджі медаль «Друк Тюксі» за оцінку її послуг королівству Бутану[5].
- У 2018 році, Аші Таші Дорджі стала першою бутанською громадянкою, яка отримала відзнаку Ордену Австралії у зв'язку з встановленням міцних зв'язків між двома країнами[4].